# ITV (イギリス)

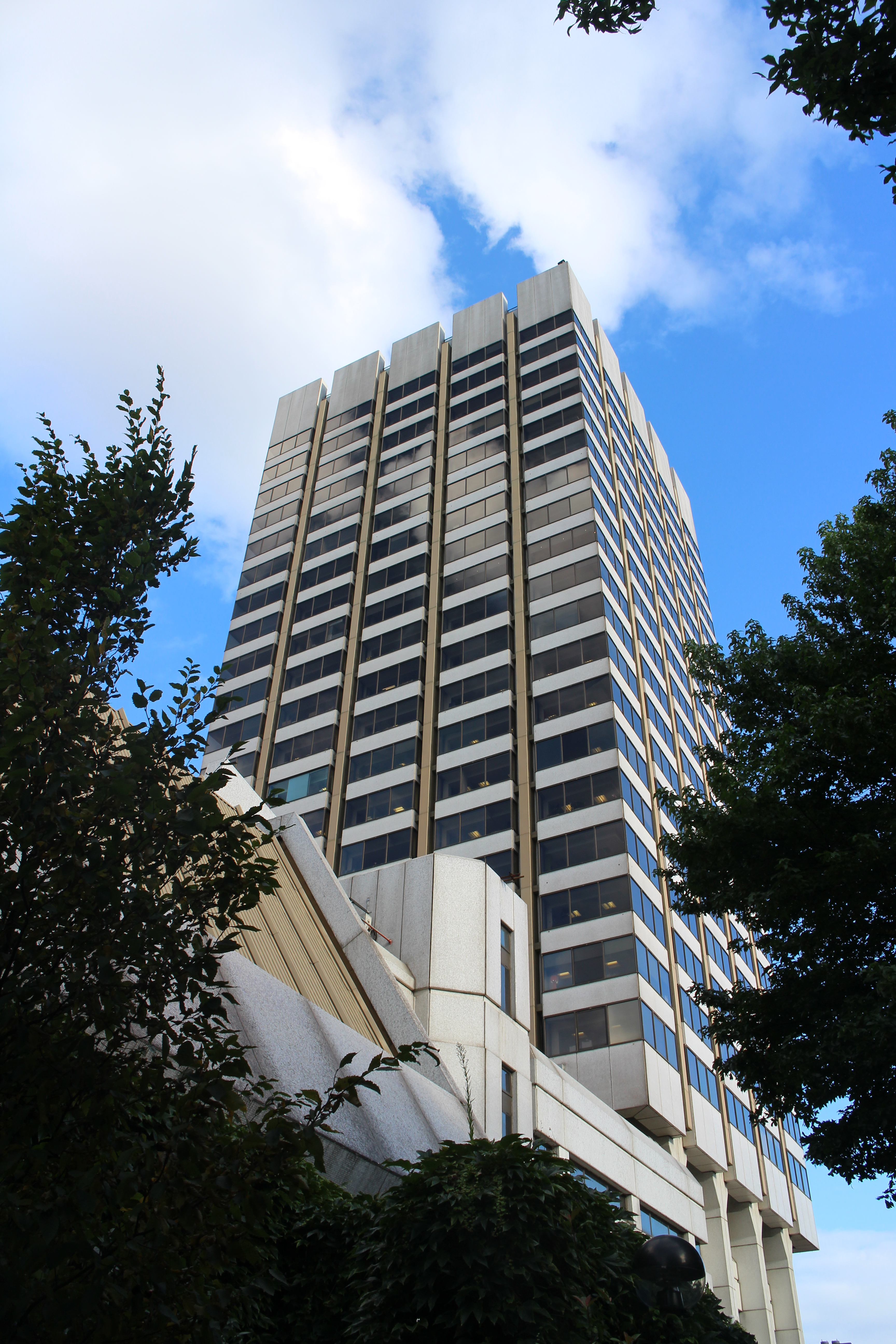
ザ・ロンドン・スタジオ
（旧ロンドン・ウィークエンド・テレビジョンが所有。2018年に閉鎖し、翌年に三菱地所に売却）

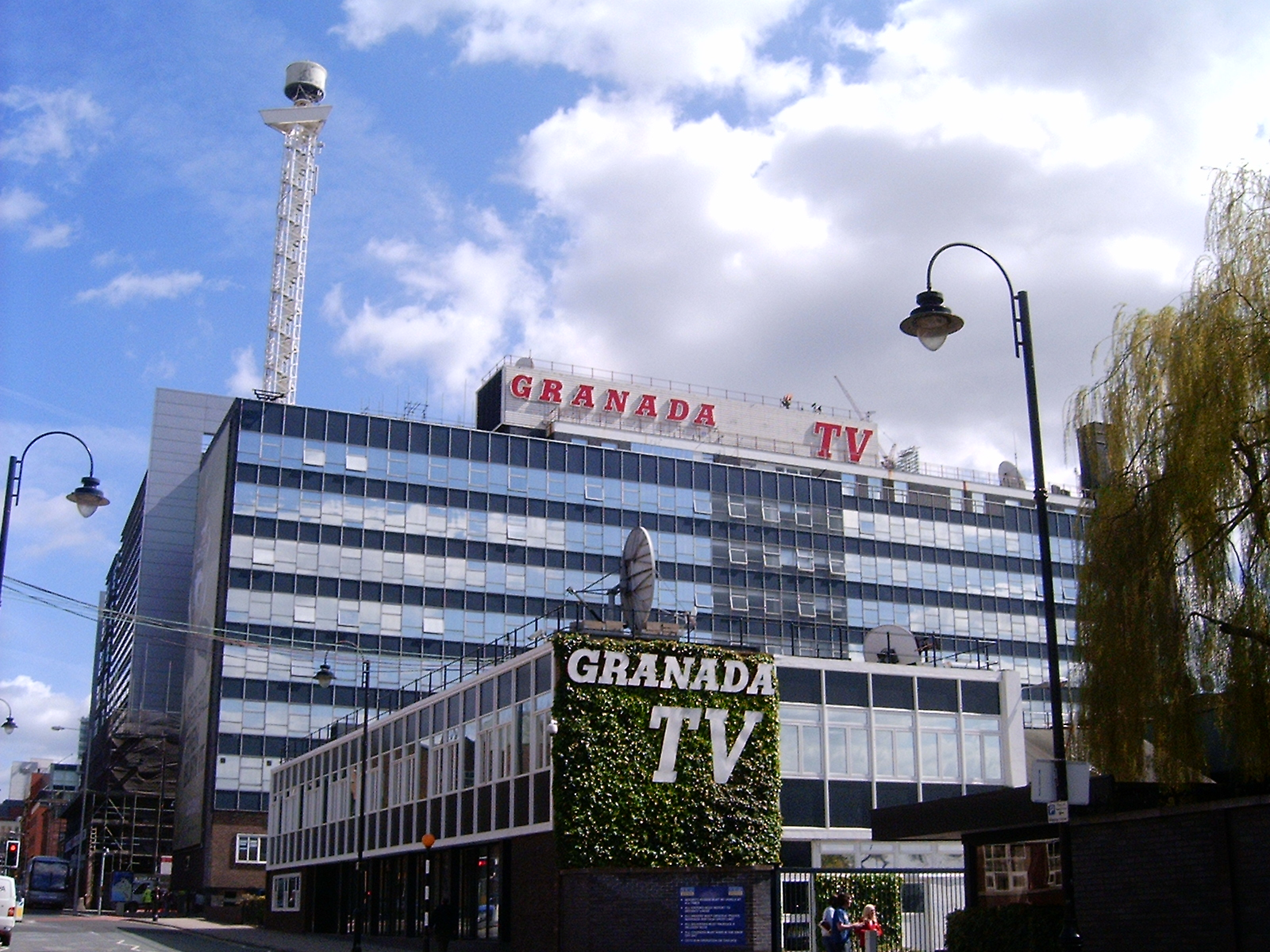
グラナダ・スタジオ（2006年に売却、改装）

ITV（Independent Television：独立テレビジョン）は、イギリスの「ITVネットワーク・リミテッド（ITV Network Limited）」が運営する民間放送ネットワークであり、放送局の運営法人としては1955年9月22日に放送開始したイギリス最古の民間テレビ放送局を源流とするITV plcである。主に娯楽番組でBBCと競合してきた。法律上は「Channel 3」。

## 概要
ITVはもともと日本で言う「JNN」などの企業連合のような集合体（放送ネットワーク）である。放送免許はIBA（後のITC。現在のOFCOM）という組織が管理しており、地域ごとに放送免許を交付する形をとる。交付された各々の会社が地域ごとの放送運営を行っている。交付されるのは14の地域と、そのうちのロンドンの平日向け放送と週末向け放送の15社とチャンネル3の電波を間借りする形で全国向けの朝の放送を行う会社、そして文字放送を行う会社、全部で17社。
なお、また後に「チャンネル4」というマイノリティ対象の別チャンネルが、ITV各局拠出による運営資金で、BBCの2チャンネルと従来のITVに次ぐ文字通り第4のチャンネルとして設けられた（ITV系列の各局が制作プロダクションとしてチャンネル4へ番組を供給したが、資本上の関係性はない）。

### 1990年放送法による合理化
1990年放送法が施行、入札が行われて地域ごとの放送免許が更新。さらに放送法に基づき規制緩和に伴い放送局の合併が進み、グラナダ・メディア・グループ（もともとは北西イングランド地域の系列局。以下グラナダまたはGMG）とカールトン・テレビジョン（もともとは平日のロンドン地域の系列局、以下カールトン）がそれぞれ合併を進めた。さらには両者が合併で合意し、2004年には15局のうち11局が統合された。統合時点ではイングランドとウェールズ、南部スコットランドの放送エリアがITV plcによって運営され、南部を除くスコットランド（域内の2局を統合したSTVグループ）、北アイルランド（アルスター・テレビジョン）、本土南方のチャンネル諸島（チャンネル・テレビジョン）の局は個々の系列局として免許を保持。のちに買収によって北アイルランド・チャンネル諸島の系列局もITV plcによって運営されるようになり、事実上ITVとSTVの2局にまとめられている。ITV Plc、スコットランドの大部分を統括するSTVグループの親会社であるSMG Plcがそれぞれロンドン証券取引所に株式を上場しており、ITV plcはFTSE 250の指数採用銘柄になっている。

## ロゴマーク

1989 – 1998
1998 – 2006
2005 – 2013

## デジタル放送
1998年に始まったイギリスの地上デジタル放送開始に伴い、ITVは衛星放送、ケーブルテレビ向けに多チャンネル化を展開。地上デジタル放送向けに有料チャンネルを開設したが、経営難から2002年にサービスを終了、無料放送のFreeviewサービスへ引き継がれる。現在はアナログ放送でも視聴できたITV1のほかに、ITV2、ITV3、ITV4、ITVBe、CITV等の専門チャンネルを運営している。

## ITN
ITVは各免許エリアの放送局の集合体であったため、各々が制作するニュース番組は免許エリア中心のものに限られ、全国ニュースは別途ITNという制作会社が制作し各系列局へ供給する方式がとられた。ITNが制作するニュースはチャンネル4や日本のNHKのBSでも放送された。事実上ITV系列が2局にまとめられてからも制作はITNが引き続き行っている。

## 朝の放送
午前中の放送が教育・教養番組だけだった状態から、朝にもニュース・情報番組を放送しようということとなった。そのために「朝の番組を放送するための全国放送免許」が設けられ、専門の製作会社TV-amが設立、1983年2月にサービスを開始した。10年後に行われた放送免許の更新でTV-amではなくGMTVが落札。1993年1月からはGMTVが放送を行った。
2009年にITVは米国ウォルト・ディズニー・カンパニーからGMTV株を取得し連結子会社化、ITV Breakfastに社名変更し事実上の直轄となる。
2014年4月28日よりGMTVに代わってITVスタジオ製作の番組『グッド・モーニング・ブリテン』が放送されている。

## ITVのフランチャイズ

### 概要
ITVの地方フランチャイズは前記の様に15社、全国向けフランチャイズは2社が存在した（2007年時点）。すべてのフランチャイズ局（地方局）は非営利法人であるITVネットワーク・リミテッド（合資会社）（IBAアソシエーション・リミテッドの後身）に加盟している。その中のITV plcは2022年時点で15エリアのうち13エリア、放送免許を所有、また全国向けの朝番組向け免許も子会社により所有している。また、他の民間放送業者やBBC（例：Mr.ビーン、テムズTV製作）から制作依頼されることもあるが、主にネットワーク放送の番組は地方局向けに提供される。
全国ニュースについては共通の契約者（今のところITN）が供給するものをネットワーク全体で放送している。また、ネットワーク全局が全国ニュースを除いた全国向け番組制作から離脱する権利を有する。しかし、経済的に行き詰まる可能性が高いため、通例できない。

### チャンネル（2023年時点）
地方

2014年以降のローカルニュースリージョン

- スコットランド北部：STVノース（9a、9d）
- スコットランド中央部：STVセントラル（8w、8e）
- スコットランド南部・北イングランドの一部[6]：ITV ボーダー（2s、2e）
- イングランド北東部：ITV タイン・ティーズ（10）
- イングランド北西部・マン島[6]：ITV グラナダ（en）（5）
- ヨークシャー地方他：ITV ヨークシャー（14w、14e）
- ウェールズ：ITV カムリ・ウェールズ[7]（12）
- イングランド中部[8]：ITV セントラル（3w、3e）
- イングランド東部：ITV アングリア（1w、1e）
- ロンドン：ITV ロンドン[9]（6）
- イングランド南部・南東部[8]：ITV メリディアン（7t、7s、7e）
- イングランド西部[7]・南西部：ITV ウェストカントリー（13w、13e）
- 北アイルランド：UTV[10]（11）
- チャネル諸島：ITV チャンネル・テレビジョン（4）

全国
- ITV ブレックファースト：毎朝6:00-9:25の番組製作・放送

## 15局時代の運営局
一部局はテレビドラマ等とともに掲載。
- スコットランド北部：グランピアン・テレビジョン■（1961年 - ）
- スコットランド中央部：スコティッシュ・テレビジョン■（1957年 - ）
- スコットランド南部・北西イングランドの一部・マン島：ボーダー・テレビジョン＊（1959年 - ）
- イングランド北東部：タイン・ティーズ・テレビジョン＊（1959年 - ）
- イングランド北西部：グラナダ・テレビジョン＊（1956年 - 、週末は1968年 - 、）『シャーロック・ホームズの冒険』等／ABCウィークエンド・テレビジョン（週末：1956年 - 1968年）
- ヨークシャー地方他：グラナダ・テレビジョンからエリア分割→ヨークシャー・テレビジョン＊（1968年 - ）
- ウェールズ・イングランド西部：TWW（1958年 - 1968年）／WWN（1962年 - 1964年、TWWに放送エリアごと統合）→ハーレック・テレビジョン（HTV）（1968年 − ）『狼女の香り』等
- イングランド中部：アソシエイテッド・テレビジョン（ATV、平日：1956年 - 1968年・全日：1968年 - 1982年）／ABCウィークエンド・テレビジョン（週末：1956年 - 1968年）→セントラル（CTV、1982年 - 1999年／カールトン・セントラル（1999年 - ）
- イングランド東部：アングリア＊（1959年 - ）
- ロンドン平日：リディフュージョン[11]（1955年 - 1968年）→テムズ・テレビジョン[12]（1968年 - 1992年 月曜 - 金曜夕方）『ロンドン特捜隊スウィーニー』等）→カールトン（1993年 - ）◎
- ロンドン週末：アソシエイテッド・テレビジョン（ATV、1955年 - 1968年）→ロンドン・ウィークエンド・テレビジョン＊（LWT：1968年 - 金曜夕方 - 日曜）『名探偵ポワロ』等◎
- イングランド南部：サザン・テレビジョン（1958年 - 1981年）→テレビジョン・サウス（TVS、1982年 - 1992年）→メリディアン・ブロードキャスティング＊（1993年 - ）『ホーンブロワー 海の勇者』
- イングランド南西部：ウエストワード・テレビジョン（1961年 - 1981年）→テレビジョン・サウスウェスト（TSW、1982年 - 1992年）→ウェストカントリー・テレビジョン（1993年 - 1996年）／カールトン・ウェストカントリー（1996年 - ）
- 北アイルランド：アルスター・テレビジョン (UTV)（1959年 - ）
- チャネル諸島：チャンネル・テレビジョン（1962年 - ）

- 朝番組（全国）：TV-am（1983年 - 1992年）→GMTV（1993年 - 2010年）

放送局名の脇の＊印は、合併前の「グラナダ・メディア・グループ（GMG）」の構成局だったことを示す。このGMGとカールトンのグループ局が合併して、現在の単一ITVとなった。
放送局名の脇の■印（スコットランド全域）は、2000年にスコティッシュ・メディア・グループ（SMG）を発足。2006年5月30日、"stv"（スコティッシュ・テレビジョン）として統合。
放送局名の脇の◎印は、2002年、ITVロンドンに統合された。LWTについては1994年にグラナダが敵対的買収に乗り出し、結局取引に合意した。2002年にグラナダ・カールトン間で締結された地方番組制作協定に応じた地方局の推薦状のみによって、イングランド・ウェールズの地方局すべてをITV1ブランドに統一することが決定され、現在に至る。なお、LWTプロダクション製作の番組は2004年10月31日を最後に、グラナダ・ロンドン製作に替わり、次いで2006年からはITV plc全局の製作番組の終了時にITVプロダクションズと表示されるようになった。
過去には『フランチャイズ・ラウンド』と呼ばれるテレビ局放送ライセンスの入札制度により、運営するテレビ局が交替する事があった。1992年一杯で「テムズ・テレビジョン」・「TSW」・「TVS」・「TV-am」がライセンスを失ったときは話題となった。

## ストライキ

### 1979年のストライキ
1979年にITVは11週間に渡る労働争議が起こり、その後しばらくITVの番組の製作と放送がされなかった。それは、ロンドンのテムズテレビで、EETPU（電気・電子・通信・配管連合）のメンバーである電気技師が、嘲笑的な昇給であると彼らが考えるものを受け入れることを拒否したときに始まった。 経営陣は通常のサービスを運用しようとしたが、ACTT（シネマトグラフ、テレビおよび関連技術者協会）メンバーである他の伝送スタッフは、EETPUのメンバー以外が電源を入れた機器や配線は潜在的に危険である可能性があると指摘して、協力を拒否した。 テムズテレビの経営陣はこれをストライキと解釈した。影響を受けなかった唯一の会社はチャネル諸島のチャンネル・テレビジョンであり、労働組合が争議行為が放送局の閉鎖につながる可能性があることを認識していたためであった。
1979年8月10日、ITV放送局は停波し、しばらくの間番組が何もないまま放置され、その後謝罪画面がITV加盟局の15局のうち14地域で放送された。謝罪画面は黒または青の背景に白い文字で「労働争議の影響で番組が中断されたことをお詫び申し上げます。放送は早めに再開される予定です。」など文章が書かれたもので、人々はストライキが終わることを待つためにテレビの電源を付けたままにしていたため、約100万人の視聴者は謝罪画面を目にした。
チャンネル・テレビジョンを除くITV局で放送された謝罪画面を除く番組は放送技術者向けの情報番組のみであった。
ストライキは、組合の勝利で終わり、企業は推定1億ポンドの収益の損失を被った。1979年10月14日の午後5時38分よりITVは通常通りの放送を再開した。